# Stan Reynolds
Stanley Brian Reynolds (Lincoln, 16 januari 1926 - Kingston upon Thames 14 april 2018) was een Britse jazztrompettist.

## Biografie
Reynolds begon zijn muzikale loopbaan als veertienjarige, hij toerde toen met het orkest van Tommy Sampson. In 1948 speelde hij bij Ted Heath and His Music, vanaf de jaren 50 werkte hij met Vic Lewis, Dave Shepherd, Kenny Baker, Johnny Keating, Louie Bellson en Buddy Rich. Als sessiemusicus speelde hij de trompetsolo in "Martha My Dear" op het White Album van de Beatles. Onder eigen naam nam hij in 1975 de Bigband-plaat The Greatest Swing Band in the World...is British (PYE) op. In de jaren 80 werkte hij met Barbara Thompson en Chris Smith. In de jazz speelde hij tussen 1948 en 1989 mee op 84 opnamesessies.
Reynolds werd 92 jaar oud.